# Marvel UK
Pour les articles homonymes, voir Marvel (homonymie).
Marvel UK était une filiale des éditions Marvel Comics des années 1970 aux années 1990, basée au Royaume-Uni. La plupart de leurs comics étaient cependant produits pour le marché américain.
La création la plus célèbre de la filiale britannique était Captain Britain, parmi d'autres personnages comme Death's Head, Motormouth & Killpower et les chevaliers de Pendragon. À côté de cela, la société était chargée de publier des rééditions de comics Marvel américains, dans des anthologies comme Mighty World of Marvel (le monde merveilleux de Marvel), The Incredible Hulk Presents (l'incroyable Hulk présente) et Marvel Bumper Comics, ainsi que de nombreux titres de Spider-Man et des X-Men. La filiale publia aussi des comics sous licence, comme le magazine du Doctor Who et des Transformers, avec des histoires inédites.
Dans les années 1990, Marvel UK entreprit une poussée sur le marché américain. Sous la responsabilité de l'éditeur Paul Neary, la société lança des titres basés dans l'Univers Marvel mais concentrés sur la science-fiction et la magie plutôt que sur le côté super-héros traditionnel. Parmi ces comics figuraient Warheads (en) (des mercenaires de l'espace voyageant dans les trous noirs), Death's Head II (une reprise du cyborg chasseur de têtes de Simon Furman) et Motormouth & Killpower (les aventures d'une fille des rues et d'un super-assassin génétiquement modifié), et ces comics étaient tous liés autour d'une mystérieuse organisation appelée Mys-Tech, ciblant la domination du monde. 
Marvel UK permis à des artistes britanniques, mais aussi espagnols, de travailler par la suite pour Marvel Comics.
Certains de ces titres furent repris au Royaume-Uni sous la forme d'une anthologie mensuelle appelée Overkill. Aux États-Unis, malgré un intense succès de démarrage, ces comics s'avérèrent trop nombreux et d'une qualité déclinante et furent un échec, accentué par la baisse du marché des années 1990. Après deux ans, Marvel UK abandonna ses éditions américaines.
Marvel UK fait maintenant partie du groupe d'éditions Panini, qui continue de sortir des rééditions.